# Voormalig raadhuis (Laren)
Het voormalig raadhuis van de Noord-Hollandse gemeente Laren is gebouwd in 1888 in neo-renaissancistische bouwtrant naar ontwerp van architect J.C. Jurriëns in opdracht van het gemeentebestuur van Laren. De eerste steen werd op 30 augustus 1888 gelegd door de Larense burgemeester C.L. Velthuijsen. 
Het gemeentehuis van 1888 was het derde gemeentehuis na 'de Franse tijd'. In 1963 waren er vergevorderde plannen voor de nieuwbouw van een groter gemeentehuis. De nieuwbouw ging niet door en het gemeenthuis verhuisde naar het 'broederhuis' aan de Eemnesserweg 19. Tegenwoordig is het oude raadhuis in gebruik als horecagelegenheid.
Het vrijstaande pand opgetrokken uit rode baksteen staat op de hoek van de Eemnesserweg, Brink en de St. Janstraat. Omstreeks 1993 is het pand gerenoveerd door A. Mouissie en in de oorspronkelijke stijl hersteld. Daarbij zijn de klauwstukken van de trapgevel aan de voorzijde achterwege gelaten. De naam boven de hoofdentree "De Prinsemarij" is in 1993 aangebracht.